# Аллаберганов, Атахан
Атахан Аллаберганов (узб. Otaxon Ollaberganov; 26 июля 1947, Ильялинский район, Ташаузская область, Туркменская ССР, СССР — 26 июля 2021) — советский и узбекский художник, театральный художник. Заслуженный деятель искусств Узбекской ССР (1981). Академик Академии художеств Узбекистана (2003).

## Биография
Родился 26 июля 1947 года в Ильялинском районе Ташаузской области Туркменской ССР. В 1974 году окончил Ташкентский театрально-художественный институт имени А. Н. Островского, по специальности художник-сценограф. С 1975 года работал главным художником Хорезмского областного музыкального театра драмы и комедии имени Агахи. В 2003 году был избран действительным членом Академии художеств Узбекистана.
Скончался 26 июля 2021 года.

### Семья
- Супруга — Угилой Курбаниёзова — школьный учитель.
- Сын — Сардор Атаханович Аллабергенов (род. 20 октября 1980 года) — художник, член Академии художеств Узбекистана[4].

## Творчество
Талантливый театральный художник, которому в полной мере удавалось перенести художественную идею, созданную в эскизах, в сценические декорации. Первые декорации создал в 1973 году к спектаклям Узбекского театра музыкальной драмы и комедии имени Мукими «Хижрон» (Э. Собитов) и «Олифта» (Ф. Мусажонов). Художник оформитель спектаклей: «Беруни» (Уйгун, 1976), «Нурхон» (К. Яшен, 1977), «Платина» (О. Матжон, 1977), «Проделки Майсары» (Хамза, 1983), «Единственный свидетель» (К. Омаров, 1985), «Голос из гроба» (А. Каххар, 1986, Ташкентский театр сатиры), «Джалолиддин» (Э. Самандаров, 1987).
Автор больших полотен, изображающих пейзажи Хивы и Ургенча: серия картин «Старый город» (1977), «Первый учитель» (1978); цикл картин «Башня Ислама хаджи», «Старая мечеть», «Гулдурсун», «Древний Ургенч», «Приаралье». Творчество художника посвящено не только городам родной для него земли, но и живущим в них людям, портреты современников и земляков: «Ткачиха», «Мать», «Старец», «Ургенчцы», «Шахматист», «Мастера», «Гончар». Серия эскизов к спектаклям: «Сомончи» (Э. Вахидов), «Макбет», «Афанди», «Жалолиддин Мангуберды».

## Память
В ноябре 2024 года в Ташкентском доме фотографии прошла персональная выставка Атахана Аллабергенова «Истина», на которой были представлены более 100 работ художника, в число которых вошли его картины, акварельные рисунки и эскизы к театральным декорациям.

## Награды
- Орден «Мехнат шухрати» (2000)
- Заслуженный деятель искусств Узбекской ССР (1981)[1]